# Mildred Allen
Mildred Allen (Sharon, 25 de marzo de 1894 – Holyoke, 4 de noviembre de 1990) fue una científica de Estados Unidos. Es conocida por su trabajo como docente de física y por colaborar con científicos destacados de la época.

## Biografía

### Primeros años
Se graduó del Vassar College en 1916 con los honores Phi Beta Kappa. Completó sus estudios de doctorado en física en 1922 en la Universidad Clark junto al físico Arthur Gordon Webster, con una investigación de tesis sobre la emisividad del agua.

### Carrera
Durante la década de 1920 y principios de la de 1930, enseñó en las universidades Mount Holyoke, Wellesley y Oberlin y realizó un trabajo postdoctoral en la Universidad de Chicago y en la Universidad de Yale. Comenzó a trabajar con William Francis Gray Swann en Yale y continuó trabajando bajo su dirección con la Bartol Research Foundation entre 1927 y 1930. También investigó en la Universidad de Harvard antes de convertirse en profesora en Mount Holyoke, donde enseñó hasta su jubilación en 1959.
Durante casi 20 años, comenzando a principios de la década de 1960, colaboró con el físico Erwin Saxl, en experimentos con un péndulo de torsión. Allen y Saxl informaron cambios anómalos en el período de un péndulo de torsión durante un eclipse solar en 1970 y plantearon la hipótesis de que "la teoría gravitacional necesita ser modificada". Sus mediciones, y anomalías similares observadas anteriormente por Allais usando un péndulo paracónico, no han sido aceptadas por la comunidad física como necesitadas de una explicación poco convencional, y los experimentos posteriores no han logrado reproducir los resultados.